# Ламбіновиці
Ламбіновіце (пол. Łambinowice, нім. Lamsdorf) — село в Польщі, у гміні Ламбіновиці Ниського повіту Опольського воєводства.
Населення — 2477 осіб (2011).

## Демографія
Демографічна структура станом на 31 березня 2011 року:
|          | Загалом | Допрацездатний вік | Працездатний вік | Постпрацездатний вік |
| -------- | ------- | ------------------ | ---------------- | -------------------- |
| Чоловіки | 1188    | 222                | 842              | 124                  |
| Жінки    | 1289    | 244                | 752              | 293                  |
| Разом    | 2477    | 466                | 1594             | 417                  |